# Линор
Линор (на английски: Lenore) е поема, написана от американският писател и поет Едгар Алън По. Поемата първоначално носи името „Пеан“ и е публикувана като „Линор“ през 1843 г.

## Анализ
Поемата има за тема смъртта на млада и красива жена. По използва подобна тема в много свои творби (например „Анабел Ли“, „Улалум“, „Гарванът“ и др.). Но за разлика от другите подобни поеми, в тази не се говори за скръб и отчаяние, а за вероятността влюбените да се срещнат някога в рая. Годеникът на Линор смята оплакването на любимата си за неправилно, защото според него тя се е възнесла в нов свят.
Поемата вероятно е начинът на поета да се справи с болестта на своята млада съпруга Вирджиния.
Името „Линор“ е съвсем свойствено за стила на По. Той използва често звукът на буквата „Л“ в своите поеми, например „Анабел Ли“, „Еулали“, „Улалум“